# Centaurea kermanshahensis
Centaurea kermanshahensis — вид квіткових рослин айстрових (Asteraceae). Ендемік Ірану.

## Морфологічна характеристика
Багаторічна рослина, багатостеблова, зазвичай сірувата по всій поверхні, з довгим здерев'янілим кореневищем, 10–30 см заввишки. Стебла прямовисні, дерев'янисті, гіллясті від основи до верхньої частини. Прикореневі та нижні листки цілісні, рідко перистолопатеві. Філярії ± густо павутинні. Придатки від блідо-коричневого до коричневого забарвлення. Квітки білі; центральні квітки двостатеві, 5–7, ±12 мм завдовжки; периферійні квіточки променисті, коротші за центральні квітки. Сім'янки видовжено-ланцетні, буруваті, блискучі та гладкі, голі, ≈ 2,5 мм завдовжки; папус ≈ 1,5 мм завдовжки.